# The Skeptic Encyclopedia of Pseudoscience
Энциклопе́дия лженау́ки «Ске́птика» (англ. The Skeptic Encyclopedia of Pseudoscience) — двухтомный сборник статей Общества скептиков, посвящённых рассмотрению популярных в обществе лженаучных и сверхъестественных тем, вышедший в 2002 году в издательстве ABC-CLIO. Редактор издания Майкл Шермер собрал под одной обложкой статьи, ранее опубликованные в журнале Skeptic, добавив к ним некоторые концептуальные обзоры и исторические документы. Пэт Линзе выступила в качестве ответственного редактора.

## Содержание
Энциклопедия имеет пять разделов. Первый том состоит из расположенных в алфавитном порядке рецензий, представляющих научный взгляд на лженаучные концепции и явления, такие как «Бермудский треугольник и лозоходство, Туринская плащаница и фэншуй, спиритизм и биоритмы, эффект плацебо и графология, похищения пришельцами и НЛО, круги на полях и астрология», с последующим разделом, где представлены расследования и обсуждения. Во втором томе представленные проблемы и другие рассматриваются более подробно в тематических исследованиях, в очерках «за и против» и с привлечением исторических документов. В последнем разделе критическому изучению повергнуты пять документов.